# Taiwani imperator
Taiwani imperator là một loài bướm đêm thuộc họ Erebidae. Nó được tìm thấy ở Đài Loan.
Con trưởng thành bay in tháng 6, but probably have several generations per year.
Sải cánh dài 12–15 mm. 